# Chiwere Indijanci
Chiwere (Ʇɔiwe're, “people of this place”), Grupa plemena Siouan Indijanaca u prerijskim područjima Sjeverne Amerike, koja su po njihovoj tradiciji, porijeklom od nekad Velikog Winnebago naroda. Danas žive po rezervatima na zapadu SAD-a i dijelom u Oklahomi. 

## Ime
Ime chiwere u značenju  'belonging to this place,'  ili ' the home people'  prvi je upotrijebio J. O. Dorsey da označi grupu Siouan plemena, do čijeg je raspada moglo doći negdje 1700.-tih godina, i koja su govorila dva ili tri veoma srodna dijalekta. 

## Plemena
- Iowa
- Oto
- Missouri

## Povijest
Prema Chiwere tradiciji oni su bili dio Velikog Winnebago naroda koji su živjeli u krajevima sjeverno od Velikih Jezera. Migracijama na jug doći će do raspadanja Winnebago naroda, a prvo se moglo desiti možda cirka 1500, kada se Chiwere na području Wisconsina odvajaju od Winnebaga. Chiwere plemena nastavit će put na jug ,da bi se negdje 1700.-tih Ajove (Iowa)  odvojili od otoa i Missourija. Ajove je inače još 1685 u Wisconsinu susreo Nicolas Perrot a Radisson Otoe još 1655. sjeverno od ušća Wisconsina. U svakom slučaju tri Chiwere plemena do dolaska ekspedicije Lewisa i Clarka sredinom prvih godina 19. stoljeća već se nalaze na svojim tradicionalnim lokacijama.

## Etnografija
Chiwere su tipična prerijska plemena nastanjena na središnjim područjima Velikih prerija ili ravnica na jugozapadu Iowe, koja je dobila ime po plemenu Iowa; na sjeverozapadu Missourija (koji nosi ime po istoimenom plemenu) i sjeveroistoku Kansasa gdje su obitavali Missouri ili Niutachi; i na jugoistoku Nebraske, gdje su obitavali Oto ili Otoe Indijanci, koja je dobila ime po njihovom nazivu za rijeku Platte, a glasio je  'ñįbraske' . 
Chiwere plemena dovodi se i u vezu s Oneota Indijancima, i neki ih stručnjaci smatraju direktnim potomcima drevnih Oneota, o čemu nam obrazlažu američki arheolog James B. Griffin (1937) u svojem The Archaeological Remains of the Chiwere Sioux [u American Antiquity 2(3):180-181] i Joseph Ralston Caldwell (1959) u The Mississippian Period (Illinois Archaeological Survey Bulletin 1: 33-39).
Vidi karta plemena Preijski Indijanaca  Arhivirana inačica izvorne stranice od 12. ožujka 2007. (Wayback Machine) i Prerijski Indijanci, Oneota.

## Vanjske poveznice
- Chiwere Indian Tribe History
- Iowa-Otoe-Missouri Language (Chiwere)